# Патрик Мелроуз
«Патрик Мелроуз» (англ. Patrick Melrose) — британско-американский мини-сериал режиссёра Эдварда Бергера с Бенедиктом Камбербэтчем в главной роли. Премьера сериала состоялась 12 мая 2018 года. Сериал берет за основу серию повестей Эдварда Сент-Обина.
В мае 2019 года сериал победил в двух номинациях Премии Британской Академии в области телевидения — «Лучший мини-сериал» и «Лучший актёр» (Бенедикт Камбербэтч).

## Сюжет
Патрик Мелроуз пытается преодолеть свои пагубные пристрастия: наркоманию и алкоголизм, причиной которых является жестокое обращение с Патриком в детстве: жестокость и  насилие со стороны отца и безразличие матери — алкоголички и наркоманки.
А множество внутренних голосов сводят его с ума ещё больше. Они постоянно говорят ему что-то. Вот только зачем жить с такими проблемами?…

## В ролях
- Бенедикт Камбербэтч — Патрик Мелроуз
- Себастиан Мальц — Патрик Мелроуз в детстве
- Дженнифер Джейсон Ли — Элеонор Мелроуз
- Хьюго Уивинг — Дэвид Мелроуз
- Гарриет Уолтер — принцесса Маргарет
- Анна Маделей — Мэри Мелроуз
- Эллисон Уильямс — Марианна
- Блайт Даннер — Нэнси
- Пип Торренс — Николас Прэтт
- Джессика Рэйн — Джулия
- Прасанна Пуванараджа — Джонни
- Холлидей Грейнджер — Бриджет Уотсон Скотт
- Индира Варма — Анна Мур
- Селия Имри — Кэти

## Производство
В феврале 2017 года было объявлено, что Бенедикт Камбербэтч снимется в телевизионной адаптации серии книг Эдварда Сент-Обина «Патрик Мелроуз», которая выйдет в эфир на Showtime в Америке и Sky Atlantic в Соединенном Королевстве. Дэвид Николлс написал пять эпизодов сериала под руководством Эдварда Бергера. В июле стало известно, что Дженнифер Джейсон Ли и Хьюго Уивинг исполнят роли родителей Патрика, и Анна Маделей получила роль жены Патрика. Эллисон Уильямс и Блайт Даннер присоединились к актёрскому составу в августе того же года.
Съёмки сериала начались в октябре 2017 года и проходили в Глазго.

## Эпизоды
| № | Название                        | Режиссёр      | Автор сценария | Дата премьеры | Зрители в США (млн) |
| --- | ------------------------------- | ------------- | -------------- | ------------- | ------------------- |
| 1 | «Плохие новости» «Bad News»     | Эдвард Бергер | Дэвид Николлс  | 12 мая 2018   | 0,219               |
| В 1982 году Патрик Мелроуз отправляется в Нью-Йорк, чтобы забрать прах своего отца Дэвида. Он решает прекратить употреблять наркотики, но оказывается не в состоянии это сделать, потому что вспоминает жестокость своего отца и встречает его старых партнеров. Патрик употребляет героин, алкоголь и другие наркотики и пытается совершить самоубийство, но это у него не выходит. Патрик звонит своему другу Джонни и говорит ему, что он хочет, наконец, отказаться от наркотиков. |                                 |               |                |               |                     |
| 2 | «Неважно» «Never Mind»          | Эдвард Бергер | Дэвид Николлс  | 19 мая 2018   | 0,186               |
| Патрик, пытаясь завязать, переживает тяжелейшую ломку. В это же время он вспоминает травматический день из своего детства, который он пережил во время отпуска во Франции со своими родителями. Его отец Дэвид — жестокий манипулятор, а мать Элеонора страдает алкоголизмом и боится своего мужа. Через серию воспоминаний становится понятным, что маленький Патрик подвергся сексуальному насилию со стороны своего отца, в то время как его мать не пыталась узнать, что произошло с ним. |                                 |               |                |               |                     |
| 3 | «Немного надежды» «Some Hope»   | Эдвард Бергер | Дэвид Николлс  | 26 мая 2018   | 0,236               |
| В 1990 году Патрик был приглашен на вечеринку в высшем обществе, где присутствовала Принцесса Маргарет. Мы видим Патрика, который пытается оставить злоупотребление наркотиками в прошлом, в этом ему помогает его друг Джонни, который находится в группе терапии. На вечеринке принцесса Маргарет ведет себя непристойно из-за своего социального статуса и унижает французского посла. Она также отказывается от встречи с дочерью хозяйки, и это напоминает Патрику о его детстве, когда его отец не позволял матери разговаривать с ним во время обеда во Франции. Патрик позже рассказывает Джонни, что он подвергся сексуальному насилию со стороны своего отца, когда его матери не было рядом. Эпизод заканчивается тем, что Патрик встречается с музыкантом Чили Вилли, он был впервые показан в первом эпизоде в качестве наркоторговца. |                                 |               |                |               |                     |
| 4 | «Молоко матери» «Mother's Milk» | Эдвард Бергер | Дэвид Николлс  | 2 июня 2018   | 0,264               |
| В 2003 году Патрик ведет здоровый образ жизни и работает адвокатом. У него есть семья: жена Мэри и двое сыновей. Все вместе они приезжают на юг Франции, чтобы навестить тяжело больную мать Патрика, которая перенесла инсульт. Но в поместье Элеоноры (матери Патрика) семья Мелроузов встречает духовного наставника по имени Шеймус, который убедил пожилую женщину переписать поместье и все, что имела Элеонора, на его благотворительный фонд. Будучи лишенным наследства, Патрик не справляется с гневом, и у него происходит ссора с Мэри. Масло в огонь подливает приехавшая старая знакомая Патрика — Джулия, с которой у него начинается недолгий, но бурный роман. Кроме того, Патрик начинает пить и употреблять отпускаемые по рецепту лекарства. В конце концов он смиряется с потерей наследства и благословляет планы своей матери, предлагая устроить ее в Лондон. После этого Патрик привозит семью в Коннектикут, чтобы увидеть свою снобистскую тетушку Нэнси. Но в Америке его алкоголизм выходит из-под контроля, и, после скандала Патрика с Нэнси, Мэри ставит мужу ультиматум: либо он перестает пить, либо они разводятся. |                                 |               |                |               |                     |
| 5 | «Наконец» «At Last»             | Эдвард Бергер | Дэвид Николлс  | 9 июня 2018   | 0,197               |
| Апрель 2005 года. Элеонора Мелроуз скончалась, и Патрик выступает на ее похоронах. За последние два года проблемы Патрика, связанные с употреблением алкоголя, продолжились, но уже в отрыве от Мэри и детей. После очередной пьянки у него начинается белая горячка, и он попадает в реабилитационный центр. Патрику не нравится местное окружение, и в один прекрасный миг он сбегает. Но в разговоре с таксистом, Патрик понимает, что главное для него — его дети, и поэтому он возвращается в центр, чтобы сосредоточиться на выздоровлении. |                                 |               |                |               |                     |

## Награды и номинации
| Премия           | Категория                                                                 | Номинант                                                                                     | Результат |
| ---------------- | ------------------------------------------------------------------------- | -------------------------------------------------------------------------------------------- | --------- |
| «Золотой глобус» | Лучшая мужская роль — мини-сериал или телефильм                           | Бенедикт Камбербэтч                                                                          | Номинация |
| «Эмми»           | Лучший мини-сериал                                                        | Рэйчел Хоровиц, Майкл Джексон, Адам Экленд, Бенедикт Камбербэтч, Хелен Флинт, Стивен Смолвуд | Номинация |
| «Эмми»           | Лучший режиссёр мини-сериала или телефильма                               | Эдвард Бергер                                                                                | Номинация |
| «Эмми»           | Лучшая мужская роль в мини-сериале или телефильме                         | Бенедикт Камбербэтч                                                                          | Номинация |
| «Эмми»           | Лучший сценарий мини-сериала или телефильма                               | Дэвид Николлс                                                                                | Номинация |
| «Эмми»           | Лучший кастинг мини-сериала или телефильма                                | Нина Голд, Мартин Уэйр                                                                       | Номинация |
| «Спутник»        | Лучший мини-сериал или телефильм                                          |                                                                                              | Номинация |
| «Спутник»        | Лучшая мужская роль — мини-сериал или телефильм                           | Бенедикт Камбербэтч                                                                          | Номинация |
| «Спутник»        | Лучшая мужская роль второго плана — мини-сериал, телесериал или телефильм | Хьюго Уивинг                                                                                 | Победа    |
| «Спутник»        | Лучшая женская роль второго плана — мини-сериал, телесериал или телефильм | Дженнифер Джейсон Ли                                                                         | Номинация |